# Билялетдинов, Зинэтула Хайдярович
Зинэтула́ Хайдярович Билялетди́нов (тат. Зиннәтулла Хәйдәр улы Билалетдинов; род. 13 марта 1955, Москва) — советский хоккеист, защитник, советский и российский тренер, главный тренер сборной России по хоккею в 2004 и 2011—2014 годах. Олимпийский чемпион 1984 года, шестикратный чемпион мира и восьмикратный чемпион Европы в составе сборной СССР по хоккею.

## Биография
Учился в московской школе № 193.
В 1973—1988 — защитник «Динамо» (Москва). В 1976—1988 — защитник сборной СССР.
С 1988 года — на тренерской работе. С 27 июня 2011 года — главный тренер сборной России по хоккею.
Чемпион мира 2012 года во главе сборной России по хоккею.
Окончил Государственный Центральный ордена Ленина институт физической культуры (ГЦОЛИФК) в 1979 году и Московский областной педагогический институт (факультет физического воспитания) в 1982 году.
Заслуженный мастер спорта СССР (1978). Заслуженный тренер России (1992).
Полковник Пограничных войск в запасе.
До середины 1980-х годов Билялетдинова называли Александром.

— Да пожалуйста — у нас есть Билялетдинов. В 2000 году он был ещё не готов тренировать сборную. А сейчас — вполне. Мне кажется, Саша уже устал от «Ак Барса». Приостановил в Казани свой рост. Для того чтоб шагнуть на новую ступень как тренеру, ему надо искать новые возможности.
— Билялетдинова вы назвали Сашей. Прямо как в игровые времена.

— Конечно. А что — мне его Зинэтулой называть? Для меня он навсегда останется Сашей.— В. Петров интервью газете "Спорт-Экспресс"

## Личная жизнь
С детства и в «Динамо» Билялетдинова звали Сашей. В издании 1977 года «Хоккей. Справочник. М., „Физкультура и спорт“» — Зентула Хайдарович Белялетдинов.
Родовые корни Зинэтулы Билялетдинова происходят с нижегородской земли, из деревни Пица Сергачского района. По национальности татарин.
Мать отца — Анна Васильевна Хлынова. Её муж Алтынбай прошёл Великую Отечественную войну разведчиком. Со временем мать взяла мусульманское имя Хадича, была похоронена по мусульманским обычаям
Отец — Хайдяр Алтынбаевич Билялетдинов (1928—1999). До службы в армии работал в колхозе, в 1952 году переехал в Москву, где долгие годы, вплоть до выхода на пенсию, работал на фабрике «Красный богатырь». Мать — Няймя Хамзиновна Билялетдинова (1926—2000). С будущим мужем познакомилась в Москве. Работала на трикотажной фабрике, потом дворником, в годы войны трудилась на лесоразработках. После войны более 20 лет работала лаборанткой на кондитерской фабрике «Красный Октябрь».
Брат Зиннур, сестра.
Жена — Надежда Викторовна Билялетдинова, инженер-технолог.
Дочь — Наталья Романова (Билялетдинова) (1978 г. р.), юрист. Замужем за Станиславом Романовым, также бывшим хоккеистом.
Внук — Александр Романов (2000 г. р.) — защитник клуба НХЛ «Нью-Йорк Айлендерс», правнучка Оливия (2023 г. р.).

## Игровая карьера
Играть в хоккей Билялетдинов начал ещё в школе в дворовой команде, организованной бывшим футболистом киевского «Динамо» Аркадием Ларионовым.
Воспитанник московского «Динамо» (с 1969 года), куда его привели тренеры Александр Квасников и Станислав Петухов. Игрок «Динамо» (Москва, 1973—1988).
Станислав Петухов впоследствии отмечал:

Билялетдинов выгодно отличался от сверстников хорошим катанием, спортивной злостью, неуступчивостью в борьбе.
В составе «Динамо» провёл в чемпионатах СССР 588 матчей, забросил 63 шайбы.
В составе сборной СССР (1976—1988) провёл 253 матча, забросил 21 шайбу. В турнирах чемпионатов мира и зимних Олимпийских игр сыграл 77 матчей, забросил 8 шайб. В турнирах Кубка Канады сыграл 18 матчей.

## Тренерская карьера
Тренерскую карьеру начал в 1988 году, став одним из помощников Юрия Моисеева в столичном «Динамо». В 1988—1992 годах — тренер «Динамо (Москва)».
Зинэтула Билялетдинов стал первым российским тренером, приглашённым для работы в НХЛ, где в 1993—1997 годах работал ассистентом главного тренера в клубе «Виннипег Джетс» (в 1996 году команда переехала в США и стала называться «Финикс Койотис»), одновременно изучая канадский и американский опыт тренировок.
В 1997—2000 годах — главный тренер «Динамо» (Москва). Под его руководством команда становилась чемпионом страны, серебряным призёром чемпионата России и дважды — серебряным призёром Евролиги.
В 2001—2002 годах — главный тренер «Лугано» (Швейцария).
В 2002—2004 годах — вновь главный тренер «Динамо». Уволен после неудачного сезона 2003/04 (поражение в первом раунде плей-офф от «Авангарда»).
Входил в тренерский штаб сборной России по хоккею на чемпионатах мира 1998, 1999, 2000 годах, зимних Олимпийских играх 1998 года в Нагано и зимних Олимпийских играх 2002 года в Солт-Лейк-Сити.
С мая 2004 года по март 2005 года — главный тренер сборной России (руководил на Кубке мира 2004 года, где россияне проиграли в 1/4 финала сборной США).
С 30 сентября 2004 года по июнь 2011 года — главный тренер клуба «Ак Барс». Под его руководством команда завоевала «золото» чемпионата России, Кубок европейских чемпионов и стала первым в истории обладателем Кубка Гагарина Континентальной хоккейной лиги, а затем — двукратным победителем турнира. Этот титул стал для Билялетдинова четвёртым в чемпионатах России (один раз с московским «Динамо» и трижды с «Ак Барсом»), в результате он стал единоличным рекордсменом по этому показателю среди тренеров в России.
27 июня 2011 года Билялетдинов вновь стал главным тренером сборной России. Контракт был рассчитан до 2014 года, до конца Зимних Олимпийских игр 2014 в Сочи.
После этого Билялетдинов заявил:

 У меня идёт ломка, — приводит слова Билялетдинова tatar-inform.ru. — С одной стороны — повышение, а с другой — теряю очень многое. Для меня Татарстан, Казань, моя команда стали семьёй, домом родным. Я был душой здесь, даже Москва меня меньше интересовала. Мне нужно перебороть себя, чтобы покинуть «Ак Барс», который уже стал настоящим брендом. Вопрос о моем назначении решался на уровне премьер-министра Владимира Путина и президента Татарстана Рустама Минниханова, и отказать в этой ситуации было нельзя.

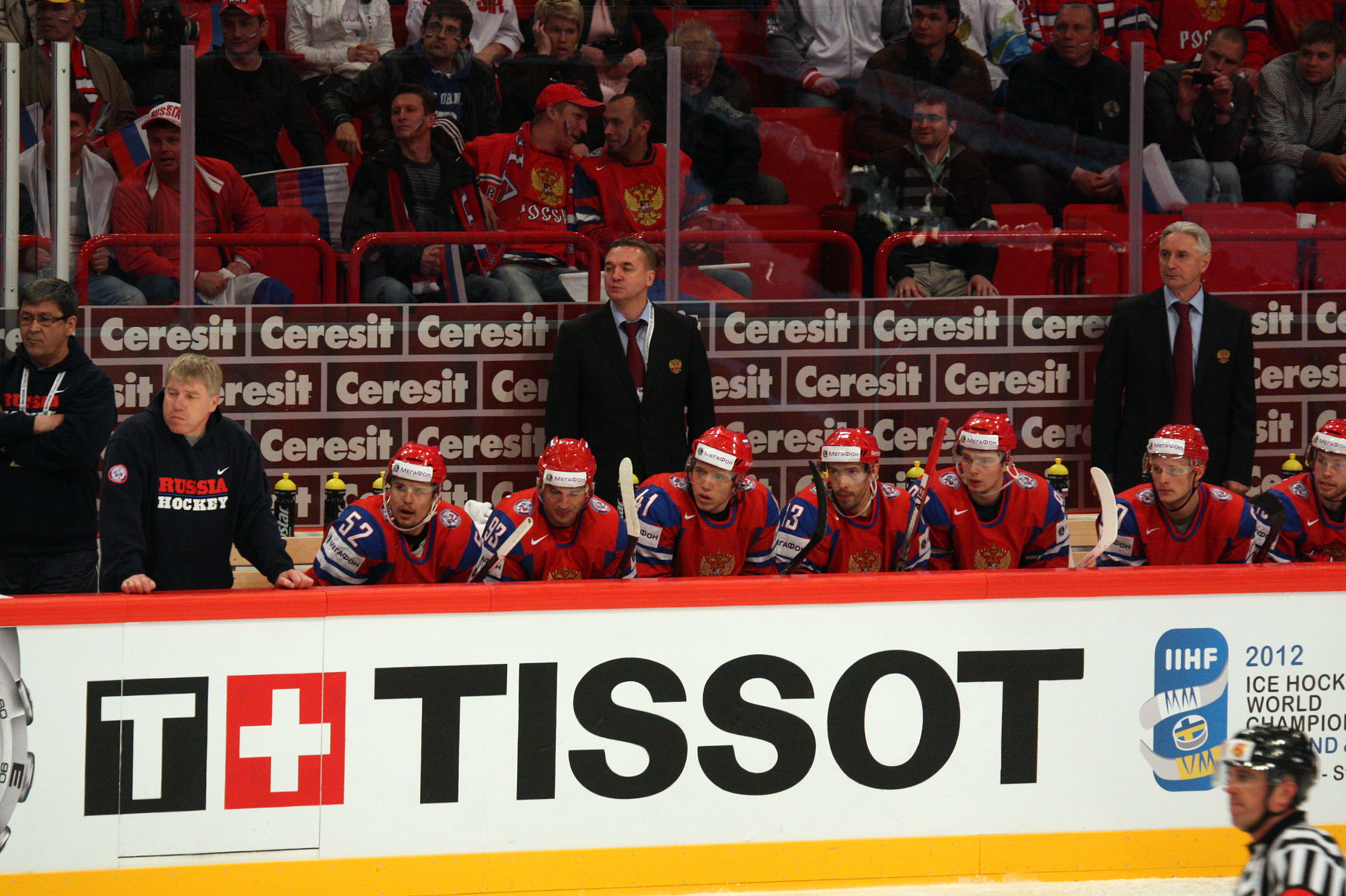
Сборная России по хоккею с шайбой ЧМ 2012. 13.05.2012 Россия-Чехия

20 мая 2012 года сборная России под руководством Билялетдинова стала чемпионом мира, победив во всех 10 играх турнира. На чемпионате мира 2013 года россияне впервые за 6 лет не сумели выйти в полуфинал, разгромно проиграв в 1/4 финале сборной США (3:8).
На Олимпиаде в Сочи сборная России под руководством Билялетдинова показала невыразительную игру и вылетела на стадии четвертьфинала, уступив финнам со счётом 1:3. 5 марта 2014 года Билялетдинов покинул пост главного тренера сборной России по хоккею. На следующий день после отставки Билялетдинов вернулся в «Ак Барс» в должности вице-президента и генерального менеджера.
13 июля 2014 года Билялетдинов вновь стал главным тренером клуба «Ак Барс». Под его руководством «Ак Барс» вновь вышел в финал Кубка Гагарина, уступив в финале СКА. 22 апреля 2018 года «Ак Барс» в третий раз стал обладателем Кубка Гагарина, в финальной серии одолев ЦСКА. Таким образом Билялетдинов стал вторым тренером после Олега Знарка, который выигрывал Кубок трижды. В отличие от Знарка, Билялетдинов сделал это с одной командой. Однако уже через год Билялетдинов ушёл в отставку после раннего вылета из очередного розыгрыша КХЛ.
Летом 2022 года вернулся в «Ак Барс», получив в клубе должность советника. После отставки главного тренера команды Олега Знарка Билялетдинов вошёл в тренерский штаб команды, а 27 декабря 2022 года вновь стал главным тренером, подписав контракт до конца сезона.
22 марта 2024 года покинул пост главного тренера хоккейного клуба «Ак Барс».

### Статистика
| Команда            | Турнир-сезон | Регулярный сезон/Групповой этап | Регулярный сезон/Групповой этап | Регулярный сезон/Групповой этап | Регулярный сезон/Групповой этап | Регулярный сезон/Групповой этап | Регулярный сезон/Групповой этап | Регулярный сезон/Групповой этап | Регулярный сезон/Групповой этап | Плей-офф | Плей-офф | Плей-офф                |
| Команда            | Турнир-сезон | И                               | В                               | ВО/ВБ                           | Н                               | ПО/ПБ                           | П                               | О                               | Результат                       | В        | П        | Результат               |
| ------------------ | ------------ | ------------------------------- | ------------------------------- | ------------------------------- | ------------------------------- | ------------------------------- | ------------------------------- | ------------------------------- | ------------------------------- | -------- | -------- | ----------------------- |
| Динамо Москва      | РСЛ 1997-98  | 46                              | 30                              | -                               | 6                               | -                               | 10                              | 66                              | 5 место                         | -        | -        | Плей-офф не проводился  |
| Динамо Москва      | РСЛ 1998/99  | 42                              | 26                              | -                               | 11                              | -                               | 5                               | 63                              | 3 место                         | 11       | 5        | 2 место                 |
| Динамо Москва      | РСЛ 1999/00  | 38                              | 26                              | 0                               | 4                               | 2                               | 6                               | 84                              | 1 место                         | 13       | 4        | 1 место                 |
| Динамо Москва      | РСЛ 2000/01  | ?                               | ?                               | ?                               | ?                               | ?                               | ?                               | ?                               | уволен                          | -        | -        | -                       |
| Лугано (Швейцария) | ШНЛ 2001/02  | ?                               | ?                               | ?                               | ?                               | ?                               | ?                               | ?                               | уволен                          | -        | -        | -                       |
| Динамо Москва      | РСЛ 2001/02  | ?                               | ?                               | ?                               | ?                               | ?                               | ?                               | ?                               | 7 место                         | 0        | 3        | Выбыли в 1/4 финала     |
| Динамо Москва      | РСЛ 2002/03  | 51                              | 22                              | 3                               | 11                              | 1                               | 14                              | 84                              | 7 место                         | 2        | 3        | Выбыли в 1/4 финала     |
| Динамо Москва      | РСЛ 2003/04  | 60                              | 28                              | 2                               | 12                              | 1                               | 17                              | 101                             | 6 место                         | 0        | 3        | Выбыли в 1/4 финала     |
| Сборная России     | КМ 2004      | 3                               | 2                               | 0                               | 0                               | 0                               | 1                               | 4                               | 2 место                         | 0        | 1        | Выбыли в 1/4 финала     |
| Ак Барс            | РСЛ 2004/05  | 49                              | 28                              | 3                               | 5                               | 1                               | 12                              | 96                              | 4 место                         | 1        | 3        | Выбыли в 1/4 финала     |
| Ак Барс            | РСЛ 2005/06  | 51                              | 25                              | 5                               | 9                               | 4                               | 8                               | 98                              | 2 место                         | 12       | 1        | 1 место                 |
| Ак Барс            | РСЛ 2006/07  | 54                              | 35                              | 3                               | 7                               | 1                               | 8                               | 119                             | 1 место                         | 11       | 5        | 2 место                 |
| Ак Барс            | РСЛ 2007/08  | 57                              | 28                              | 5                               | -                               | 5                               | 19                              | 99                              | 7 место                         | 7        | 3        | Выбыли в 1/2 финала     |
| Ак Барс            | КХЛ 2008/09  | 56                              | 36                              | 4                               | -                               | 6                               | 10                              | 122                             | 2 место                         | 14       | 8        | Выиграли Кубок Гагарина |
| Ак Барс            | КХЛ 2009/10  | 56                              | 25                              | 8                               | -                               | 5                               | 18                              | 96                              | 3-е на Востоке                  | 15       | 7        | Выиграли Кубок Гагарина |
| Ак Барс            | КХЛ 2010/11  | 54                              | 29                              | 5                               | -                               | 8                               | 12                              | 105                             | 2-е на Востоке                  | 5        | 4        | Выбыли в 1/4 финала     |
| Сборная России     | ЧМ 2012      | 7                               | 7                               | 0                               | -                               | 0                               | 0                               | 21                              | 1 место                         | 3        | 0        | Выиграли ЧМ             |
| Сборная России     | ЧМ 2013      | 7                               | 5                               | 0                               | -                               | 0                               | 2                               | 15                              | 2 место                         | 0        | 1        | Выбыли в 1/4 финала     |
| Сборная России     | ОИ 2014      | 4                               | 2                               | 1                               | -                               | 1                               | 0                               | 9                               | 2 место                         | 0        | 1        | Выбыли в 1/4 финала     |
| Ак Барс            | КХЛ 2014/15  | 60                              | 34                              | 6                               | -                               | 6                               | 14                              | 120                             | 1-е на Востоке                  | 13       | 7        | 2 место                 |
| Ак Барс            | КХЛ 2015/16  | 60                              | 25                              | 6                               | -                               | 9                               | 20                              | 96                              | 5-е на Востоке                  | 3        | 4        | Выбыли в 1/8 финала     |
| Ак Барс            | КХЛ 2016/17  | 60                              | 29                              | 9                               | -                               | 4                               | 18                              | 109                             | 3-е на Востоке                  | 8        | 7        | Выбыли в 1/2 финала     |
| Ак Барс            | КХЛ 2017/18  | 56                              | 30                              | 2                               | -                               | 6                               | 18                              | 100                             | 1-е на Востоке                  | 16       | 3        | Выиграли Кубок Гагарина |
| Ак Барс            | КХЛ 2018/19  | 62                              | 34                              | 4                               | -                               | 6                               | 18                              | 82                              | 5-е на Востоке                  | 0        | 4        | Выбыли в 1/8 финала     |
| Ак Барс            | КХЛ 2022/23  | 25                              | 15                              | 5                               | -                               | 2                               | 3                               | 57                              | 1-е на Востоке                  | 15       | 9        | 2 место                 |

## Достижения

### В качестве игрока
В составе «Динамо (Москва)»:
Чемпионат СССР
- Серебряный призёр (7): 1977, 1978, 1979, 1980, 1985, 1986, 1987
- Бронзовый призёр (6): 1974, 1976, 1981, 1982, 1983, 1988

Кубок СССР
- Обладатель: 1976
- Финалист (3): 1974, 1979, 1988

Суперсерии
- Участник Суперсерии 1979/1980
- Участник Суперсерии 1985/1986
- Кубок Ахерна[англ.]
- Обладатель: 1976

В составе сборной СССР:
Зимние Олимпийские игры
- Чемпион: 1984 (Сараево)
- Серебряный призёр: 1980 (Лейк-Плэсид)

Чемпионат мира
- Чемпион (6): 1978, 1979, 1981, 1982, 1983, 1986
- Серебряный призёр: 1987
- Бронзовый призёр: 1985

Чемпионат Европы
- Чемпион (8): 1978, 1979, 1981, 1982, 1983, 1985, 1986, 1987

Кубок Вызова
- Обладатель: 1979

Кубок Канады
- Обладатель: 1981
  - Участник: 1984

Рандеву-87
- Победитель: 1987

Приз «Известий»
- Победитель (8): 1976, 1978—1984
- Второй призёр: 1985

Турнир на призы газеты «Руде право»
- Победитель (5): 1977—1979, 1982, 1983

Кубок Швеции
- Обладатель: 1980
- Второй призер: 1984

Турнир трёх наций "Самсон"
- Победитель: 1981

Суперсерии
- Участник Суперсерии 1976/1977
- Участник Суперсерии 1977/1978
- Участник Суперсерии 1982/1983

 В составе молодежной сборной СССР:
Чемпионат мира
- Чемпион (2): 1974, 1975

### В качестве тренера
Чемпионат России
- Чемпион (5): 2000 (с «Динамо (Москва)»), 2006, 2009, 2010, 2018 (все с «Ак Барсом»)
- Серебряный призёр: 1999 (с «Динамо (Москва)»), 2007, 2015, 2023 (с «Ак Барсом»)

Кубок Гагарина
- Обладатель (3): 2009, 2010, 2018 (все с «Ак Барсом»)
- Финалист: 2015, 2023 (все с «Ак Барсом»)

Евролига
- Серебряный призёр (2): 1998, 1999 (с «Динамо (Москва)»)

Кубок европейских чемпионов
- Обладатель: 2007 (с «Ак Барсом»)

Континентальный Кубок
- Обладатель: 2008 (с «Ак Барсом»)

Чемпионат мира по хоккею с шайбой
- Чемпион: 2012 (со сборной России)

## Награды
- Два ордена «Знак Почёта» (07.07.1978, 1981)
- Орден Дружбы народов (1984)
- Орден «За заслуги перед Республикой Татарстан» (19 мая 2009) — за значительный вклад в развитие отечественного хоккея, достижение высоких спортивных показателей хоккейного клуба «Ак Барс»[22].
- Орден Почёта (21.11.2011)[23]
- Орден «За заслуги перед Отечеством» IV степени (2018)[24]
- Орден Александра Невского (Россия) (6 июня 2023) — за высокие спортивные достижения, большой вклад в популяризацию отечественного спорта и активное участие в развитии физической культуры страны[25]